# Castanotheroides porosus
Castanotheroides porosus är en mångfotingart som först beskrevs av Pocock 1895.  Castanotheroides porosus ingår i släktet Castanotheroides och familjen Zephroniidae. Inga underarter finns listade i Catalogue of Life.